# فيكتور أراغون
فيكتور أراغون (بالإسبانية: Víctor Aragón)‏ هو لاعب كرة قدم بوليفي في مركز حراسة المرمى، ولد في 23 ديسمبر 1966. شارك مع منتخب بوليفيا لكرة القدم. أما مع النوادي، فقد لعب مع ذي سترونغيست ونادي بوليفار ونادي خورخي ويلسترمان.

## وصلات خارجية
- فيكتور أراغون على موقع ناشيونال فوتبول تيمز (الإنجليزية)
- فيكتور أراغون على موقع عالم كرة القدم.نت (الإنجليزية)